# Аргентина на летних Олимпийских играх 1936
Аргентина принимала участие в Летних Олимпийских играх 1936 года в Берлине (Германия) в седьмой раз за свою историю, и завоевала три бронзовых, две серебряных и две золотых медали. Сборную страны представляла 1 женщина.

## 01!Золото
- Поло, мужчины — Андрес Гаццотти, Мануэль Андрада, Роберто Каванах и Луис Дугган.
- Бокс, мужчины — Оскар Касановас.

## 02!Серебро
- Бокс, мужчины — Гильермо Ловель.
- Плавание, женщины, 100 метров, вольный стиль — Дженетт Кэмпбелл.

## 03!Бронза
- Бокс, мужчины — Рауль Вильярреаль.
- Бокс, мужчины — Франсиско Резильоне.
- Гребля, мужчины — Хулио Курателья и Орасио Подеста.

## Результаты соревнований

### Академическая гребля
Соревнования в академической гребле на Играх 1936 года проходили с 11 по 14 августа. В следующий раунд из каждого заезда проходили несколько лучших экипажей (в зависимости от раунда и дисциплины). В финал выходили 6 сильнейших экипажей.
Мужчины
| Соревнование | Спортсмены                     | Предварительный заезд | Предварительный заезд | Предварительный заезд | Отборочный заезд | Отборочный заезд | Отборочный заезд | Полуфинал     | Полуфинал     | Полуфинал     | Финал  | Финал |
| Соревнование | Спортсмены                     | Заезд                 | Время                 | Место                 | Заезд            | Время            | Место            | Заезд         | Время         | Место         | Время  | Место |
| ------------ | ------------------------------ | --------------------- | --------------------- | --------------------- | ---------------- | ---------------- | ---------------- | ------------- | ------------- | ------------- | ------ | ----- |
| одиночки     | Антонио Джорджио               | 4                     | 7:33,0                | 3                     | 3                | 7:38,7           | 1 Q              | 1             | 8:18,4        | 3 Q           | 8:57,5 | 6     |
| двойки       | Орасио Подеста Хулио Курателья | 3                     | 7:20,0                | 2                     | 1                | 9:11,4           | 1 Q              | не проводится | не проводится | не проводится | 8:23,0 | 3     |

## Фехтование
Одиннадцать фехтовальщиков, все мужчины, представляли Аргентину в 1936 году.
Мужская рапира
- Роберто Ларраз
- Ангел Гордо
- Родольфо Валенсуэла

Мужская командная рапира
- Роберто Ларраз
- Эктор Луккетти
- Ангел Гордо
- Луис Лучетти
- Родольфо Валенсуэла
- Мануэль Торренте

Мужская шпага
- Антонио Вильямиль
- Рауль Сауседо

Мужская командная игра
- Рауль Сауседо
- Луис Лучетти
- Антонио Вильямиль
- Роберто Ларраз
- Эктор Луккетти

Мужская сабля
- Висенте Краузе
- Хосе Мануэль Брюне
- Кармело Мело